# Африканський чагарниковий вуж поцяткований
Африканський чагарниковий вуж поцяткований (Philothamnus punctatus) — неотруйна змія з роду Африканські чагарникові вужі родини Вужеві. Інша назва «плямиста зелена змія».

## Опис
Загальна довжина сягає 1,2 м. Тулуб досить стрункий. Голова масивна з розширеною скроневою областю. Чітко відділена від тулуба шийним перехопленням. Надочноямкові щитки опуклі, їх зовнішні краї утворюють виступ з боків голови. Основний колір яскраво-трав'янисто-зелений, чорні краї луски утворюють сітчастий малюнок. У деяких особин голова та шия блакитні, а тулуб трав'янисто-зеленого забарвлення. Черевні щитки білі, кремові або блідо-блакитнувато-зелені.

## Спосіб життя
Полюбляє ліси по берегах водойм, савани, ділянки напівпустелі з деревною та чагарниковою рослинністю. Не пов'язаний з джерелами води, може проникати в посушливі райони. Харчується жабами та ящірками.
Це яйцекладна змія.

## Розповсюдження
Мешкає на сході Африки: від східної Ефіопії до Мозамбіку. 